# Lateysha Grace
Lateysha Naomi Henry (Port Talbot, Gales; 25 de noviembre de 1992) conocida profesionalmente también como Lateysha Grace, es una personalidad de televisión, empresaria y modelo británica. Comenzó su carrera televisiva después de aparecer en MTV en la serie de realidad de The Valleys (2012-2014), y desde entonces ha hecho más apariciones en televisión en la decimoséptima serie de Big Brother (2016), Million Dollar Baby (2018) y Celebrity Ex en el Playa (2020).

## Carrera

### Apariciones en televisión
Grace comenzó su carrera en televisión de realidad en la serie de MTV The Valleys en 2012, a la edad de diecinueve años. Ella es conocida por las citas que dice en el programa como "apisonamiento", "furia", "furia", y también se le ocurrió "Valleywood", que luego se tatuó.
El 7 de junio de 2016, Grace entró en la casa del Gran Hermano , para participar en la decimoséptima serie . Nunca fue nominada para el desalojo, pero fue eliminada como parte de un giro de la "Semana de la aniquilación" el 12 de julio de 2016, cuando el concursante Jason Burrill tuvo que desalojar a un compañero de casa.
En 2018, Grace protagonizó Million Dollar Baby , una serie de MTV que se documentó a sí misma, a sus socios comerciales y amigos que intentaban recaudar £ 1 millón para su hija, Wynter.

### Música
En abril de 2014, Grace lanzó su primer sencillo, "You Beautiful", con D-Jukes, aunque no pudo llegar a la lista. El sencillo fue una trama en la tercera serie de The Valleys, donde sus compañeros de casa quedaron decepcionados con la canción terminada. En su autobiografía, Grace señaló: "Creo que una gran parte de todo fue celos. Podría haber sido un éxito clásico, pero aún así no habrían admitido que les gustaba porque ninguno de los otros compañeros de casa tenía nada importante en su vida". vive.""
Grace también ha aparecido en muchas revistas para hombres, incluyendo Nuts. En 2014, apareció desnuda en una sesión de fotos para Zoo , luego de un aumento de senos. En 2013, ella comenzó a vender una gama de moda en línea. En 2015, lanzó su autobiografía, titulada Valleywood. En 2018, Grace comenzó un negocio de ropa para niños, llamado Baby on Trend.

## Vida personal
Antes de The Valleys, Grace trabajaba como administradora de cuentas, peluquera y en una tienda de pescado y papas fritas. Ella tiene una hija, Wynter Charles (nacida en 2015), con su exnovio Ben Charles. En diciembre de 2021 anunció que iba a ser madre por segunda vez.